# Song Duan
Song Duan (chinesisch 宋端, Pinyin Sòng Duān; * 2. August 1995 in Dalian, Provinz Liaoning) ist eine chinesische Fußballspielerin und ehemalige Nationalspielerin.

## Karriere

### Vereine
Song spielte im Alter von 22 Jahren das erste Mal im Seniorinnenbereich Fußball und kam für den in ihrem Geburtsort ansässigen Dalian WFC in der Chinese Women’s Super League, der höchsten Spielklasse im chinesischen Frauenfußball, zu Punktspielen. Mit dem Abstieg ihrer Mannschaft 2019 verließ sie diese und nach Changchun gelangt, gehörte sie dem dort ansässigen Changchun Dazhong Zhuoyue vier Spielzeiten lang an. Seit Februar 2023 spielt sie für den Ligakonkurrenten Wuhan Jianghan University FC.

### Nationalmannschaft
Han bestritt für den CFA in sechs Jahren 34 A-Länderspiele. Ihre ersten A-Länderspiele waren vier von insgesamt elf in Freundschaft (3 Tore) ausgetragenen. Ihr Debüt erfolgte am 6. April 2017 in Kunshan beim 2:0-Sieg im Freundschaftsspiel gegen die Nationalmannschaft Kroatiens mit Einwechslung in der 46. Minute für Yang Li.
Ihr erstes von acht Länderspieltoren erzielte sie in ihrem vierten A-Länderspiel am 11. Juni 2017 in Changzhou beim 4:2-Sieg im Freundschaftsspiel gegen die Nationalmannschaft Finnlands mit dem Treffer zum Endstand in der 70. Minute. Mit ihrer Mannschaft vertrat sie ihre Nation bei der vom 7. Juni bis zum 7. Juli 2019 in Frankreich ausgetragenen Weltmeisterschaft. Sie kam im ersten Spiel der Gruppe B bei der 0:1-Niederlage gegen die Nationalmannschaft Deutschlands am 8. Juni in Rennes und – als viertbester Gruppendritter von insgesamt sechs – bei der 0:2-Niederlage gegen die Nationalmannschaft Italiens im Achtelfinale am 20. Juni in Montpellier zu ihren einzigen beiden Turnierspielen.
Des Weiteren nahm sie mit ihrer Mannschaft im Oktober 2017 und im November 2019 am Vier-Nationen-Turnier in China teil; bei ihrer ersten Teilnahme wurde sie in allen drei Spielen, bei ihrer zweiten Teilnahme einzig im Finale eingesetzt.
Dieses wurde am 10. November in Yongchuan gegen die Nationalmannschaft Brasiliens nach den torlosen 90 Minuten erst im Elfmeterschießen mit 4:2 gewonnen. Bei der Teilnahme ihrer Mannschaft am Turnier um den Algarve-Cup 2018 bestritt sie alle drei Spiele der Gruppe 1, die allesamt verloren wurden (1:2 vs. Portugal am 28. Februar, 0:2 vs. Norwegen und Australien am 2. und 6. März) sowie das Spiel um Platz 11, in dem die Nationalmannschaft Russlands am 7. März in Vila Real de Santo António mit 2:1 bezwungen wurde. Auf AFC-Ebene nahm sie am 8. Dezember 2017, 14. und 17. Dezember 2019 und am 23. und 26. Juli 2022 an den von der East Asian Football Federation organisierten Ostasienmeisterschaften teil wie auch an der vom 6. bis zum 20. April 2018 in Jordanien ausgetragenen Asienmeisterschaft. In diesem Turnier wurde sie in allen fünf Spielen berücksichtigt. Am 7., 10. und 13. Februar 2020 kam sie in den drei Spielen der dritte Runde in der Gruppe B zum Einsatz. In einem über vier Runden laufendes Qualifikationsturnier für die sich zwei weitere asiatische Mannschaften neben Gastgeber Japan für die Olympischen Spiele qualifizieren konnten, gelang es ihrer Mannschaft in der vierten Runde nach Hin- und Rückspiel gegen die Nationalmannschaft Südkoreas (2:1 am 8. April in Goyang, 2:2 n. V. am 13. April in Suzhou).

## Erfolge
Nationalmannschaft
- Vier-Nationen-Turnier-Sieger 2019
- Dritter Asienmeisterschaft 2018